# 1736 w polityce

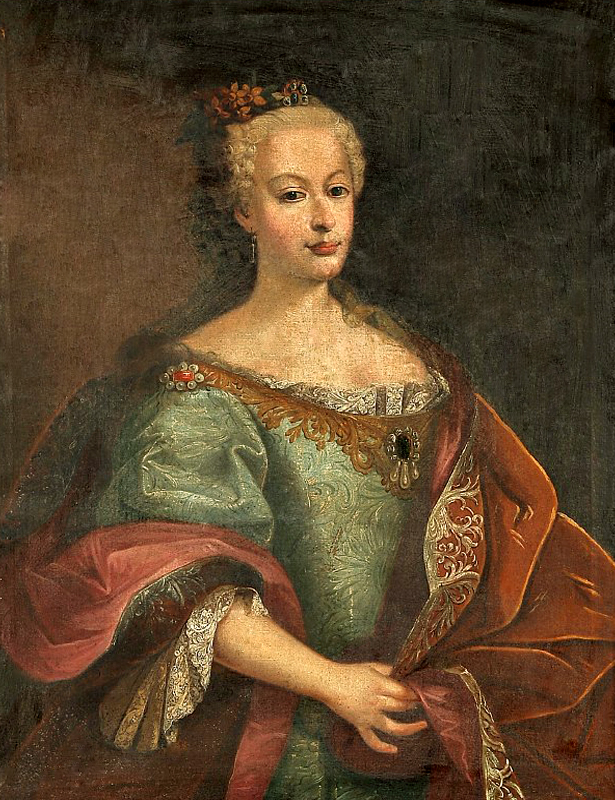
Franciszka Józefa Portugalska

Wydarzenia polityczne w 1736 roku.

## Zmarli
- Franciszka Józefa, księżniczka portugalska[1].